# Nicalis
Nicalis, Inc est un développeur et éditeur américain de jeux vidéo. L'entreprise développe et édite principalement des jeux vidéo indépendants et a développé et publié à la fois des jeux inédits et des portages de jeux vidéo.

## Historique
La société est fondée en 2007 par Tyrone Rodriguez, un ancien rédacteur pour IGN et un ancien publicitaire pour Nintendo. Depuis sa fondation, Nicalis a développé et édité de nombreux jeux vidéo tels que Dance Dance Revolution: Mobius en 2008 et Cave Story en 2010. En octobre 2011, Nicalis a annoncé le portage de VVVVVV sur 3DS, en distribution numérique sur Nintendo eShop . En décembre 2011, Nicalis propose NightSky ainsi que Cave Story dans le quatrième Humble Indie Bundle. En avril 2012, Nicalis annonce le portage de La-Mulana sur le WiiWare en Europe et aux États-Unis mais revient sur cette idée en raison d'une baisse de la demande sur le WiiWare.

## Jeux vidéo

### Développés
- 1001 Spikes (Steam PC / OS X / Linux, PS4, PS Vita, 3DS et Wii U) avec 8-bit Fanatics
- Big Brother (Mobile)
- Cave Story (eShop de la 3DS, DSiWare et WiiWare) avec Daisuke Amaya
- Cave Story 3D (3DS) avec Daisuke Amaya
- Cave Story Plus (Linux, MacOS X Windows et Switch) avec Daisuke Amaya
- Dance Dance Revolution (Mobile)
- Dance Dance Revolution: Mobius (Android)
- Grinsia (3DS, Windows)
- Guxt (3DS)
- Ikachan (3DS) avec Daisuke Amaya
- Legend of Raven (PS4, PS Vita et Xbox One)
- MLB Power Pros Baseball (Mobile)
- 2010 : NightSky (3DS, iOS, Linux, Mac OS X et Windows) avec Nifflas
- Rock Revolution (Mobile)
- Swift Switch (iOS)
- 2014 : The Binding of Isaac: Rebirth (Mac OS X, PS4, Linux, PS Vita, Windows et Switch) avec Edmund McMillen
  - 2015 : Afterbirth (DLC)
  - 2016 : Afterbirth † (DLC)
- The Electric Company Wordball! (iOS)

### Édités
- 1001 Spikes (3DS, PS4, PS Vita, Wii U et Xbox One)
- Castle In The Darkness (Windows)
- Cave Story (3DS, DSiWare et Wiiware)
- Cave Story Plus (Linux, Mac OS X et Windows)
- Grinsia (3DS et Windows)
- Guxt (3DS)
- Ikachan (3DS)
- Legend of Raven (PS4, PS Vita et Xbox One)
- NightSky (3DS, iOS, Linux, Mac OS X et Windows)
- Swift Switch (iOS)
- The 90s Arcade Racer (Wii U et Windows)
- The Binding of Isaac: Rebirth (Mac OS X, PS4, Linux, PS Vita et Windows)
- Toribash (Linux, Mac OS X, WiiWare et Windows)
- VVVVVV (3DS et Switch)
- Save Me Mr Tako (Switch et Windows)

## Controverse
Une enquête de Kotaku par Jason Schreier parue le 12 septembre 2019 dénonce les pratiques managériales de Nicalis et en particulier de son fondateur Tyrone Rodriguez. Le site publie notamment des messages à caractère raciste, antisémite et homophobe de Rodriguez, dénonce l'absence de communication avec les développeurs indépendants et évoque des employés réprimandés pour avoir pris des pauses déjeuner en période de crunch.